# Olympische Sommerspiele 2000/Teilnehmer (Russland)
| Gelbes Symbol für Goldmedaillen mit stilisierten Olympischen Ringen | Graues Symbol für Silbermedaillen mit stilisierten Olympischen Ringen | Braundes Symbol für Bronzemedaillen mit stilisierten Olympischen Ringen |
| ------------------------------------------------------------------- | --------------------------------------------------------------------- | ----------------------------------------------------------------------- |
| 32                                                                  | 28                                                                    | 29                                                                      |

Russland nahm an den Olympischen Sommerspielen 2000 in Sydney mit einer Delegation von 435 Athleten (241 Männer und 194 Frauen) an 238 Wettkämpfen in 30 Sportarten teil. Fahnenträger bei der Eröffnungsfeier war der Handballtorwart Andrei Lawrow.

## Teilnehmer nach Sportarten

### Badminton
Frauen
- Ella Karatschkowa
Einzel: 2. Runde
- Irina Rusljakowa
Doppel: Achtelfinale
- Marina Jakuschewa
Einzel: 2. Runde
Doppel: Achtelfinale

### Basketball
| Männer - Viertelfinale - Kader Ruslan Awlejew Alexander Baschminow Sergei Basarewitsch Andrei Fetissow Andrei Kirilenko Jewgeni Kissurin Walentin Kubrakow Nikita Morgunow Sergei Panow Jewgeni Paschutin Sachar Paschutin Sergei Tschikalkin Trainer: Stanislaw Jerjomin | Frauen - Viertelfinale - Kader Swetlana Abrossimowa Anna Archipowa Olga Arteschina Elen Bunatjanz Jelena Chudaschowa Jewgenija Nikonowa Jelena Pschikowa Irina Rutkowskaja Julija Skopa Marija Stepanowa Irina Sumnikowa Natalja Sassulskaja Trainer: Jewgeni Gomelski |

### Bogenschießen
| Männer - Bair Badjonow Einzel: 52. Platz Mannschaft: 4. Platz - Juri Leontjew Einzel: 34. Platz Mannschaft: 4. Platz - Balschinima Zyrempilow Einzel: 7. Platz Mannschaft: 4. Platz | Frauen - Natalja Bolotowa Einzel: 6. Platz |

### Boxen
Männer
- Kamil Alijewitsch Dschamaludinow
Federgewicht: Bronze
- Gaidarbek Abdulajewitsch Gaidarbekow
Mittelgewicht: Silber
- Sultan-Achmed Magomedsalichowitsch Ibragimow
Schwergewicht: Silber
- Sergei Nikolajewitsch Kasakow
Halbfliegengewicht: 1. Runde
- Alexander Borissowitsch Lebsjak
Halbschwergewicht: Gold
- Alexander Nikolajewitsch Leonow
Halbweltergewicht: Viertelfinale
- Alexei Wladimirowitsch Lesin
Superschwergewicht: 1. Runde
- Raimkul Chudoinasarowitsch Malachbekow
Bantamgewicht: Silber
- Alexander Iwanowitsch Maletin
Leichtgewicht: Bronze
- Andrei Michailowitsch Mischin
Halbmittelgewicht: 1. Runde
- Ilfat Sultanowitsch Rasjapow
Fliegengewicht: 2. Runde
- Oleg Elekpajewitsch Saitow
Weltergewicht: Gold

### Fechten
| Männer - Andrei Wladimirowitsch Dejew Florett, Einzel: 25. Platz Florett, Mannschaft: 8. Platz - Alexei Michailowitsch Frossin Säbel, Einzel: 6. Platz Säbel, Mannschaft: Gold - Pawel Anatoljewitsch Kolobkow Degen, Einzel: Gold - Alexander Lakatosch Florett, Mannschaft: 8. Platz - İlqar Məmmədov Florett, Einzel: 21. Platz Florett, Mannschaft: 8. Platz - Stanislaw Alexejewitsch Posdnjakow Säbel, Einzel: 9. Platz Säbel, Mannschaft: Gold - Sergei Alexandrowitsch Scharikow Säbel, Einzel: 10. Platz Säbel, Mannschaft: Gold - Dmitri Stepanowitsch Schewtschenko Florett, Einzel: Bronze Florett, Mannschaft: 8. Platz | Frauen - Karina Borissowna Asnawurjan Degen, Einzel: 28. Platz Degen, Mannschaft: Gold - Swetlana Anatoljewna Boiko Florett, Einzel: 19. Platz Florett, Mannschaft: 5. Platz - Tatjana Jurjewna Logunowa Degen, Einzel: 4. Platz Degen, Mannschaft: Gold - Marija Walerjewna Masina Degen, Einzel: 11. Platz Degen, Mannschaft: Gold - Olga Nikolajewna Scharkowa Florett, Einzel: 23. Platz Florett, Mannschaft: 5. Platz - Oxana Iwanowna Jermakowa Degen, Mannschaft: Gold - Jekaterina Juschewa Florett, Einzel: 17. Platz Florett, Mannschaft: 5. Platz |

### Gewichtheben
| Männer - Alexei Bortkow Federgewicht: DNF - Andrei Tschemerkin Superschwergewicht: Bronze - Jewgeni Tschigischew Schwergewicht: 5. Platz - Juri Myschkowez Leichtschwergewicht: 13. Platz - Alexei Petrow Mittelschwergewicht: Bronze - Jewgeni Schischljannikow Schwergewicht: DNF | Frauen - Irina Kassimowa Leichtschwergewicht: 6. Platz - Swetlana Chabirowa Schwergewicht: 6. Platz - Walentina Popowa Mittelgewicht: Silber |

### Handball
Männer
- Gold
- Kader
Andrei Lawrow
Igor Lawrow
Stanislaw Kulintschenko
Eduard Kokscharow
Denis Kriwoschlykow
Lew Woronin
Alexander Tutschkin
Wassili Kudinow
Dmitri Torgowanow
Pawel Sukosjan
Dmitri Kuselew
Oleg Chodkow
Wjatscheslaw Gorpischin
Sergei Pogorelow
Dmitri Filippow

### Judo
| Männer - Witali Makarow Leichtgewicht: 2. Runde - Islam Mazijew Halbleichtgewicht: Viertelfinale - Dmitri Morosow Mittelgewicht: Viertelfinale - Jewgeni Stanew Ultraleichtgewicht: 13. Platz - Juri Stepkin Halbschwergewicht: Bronze - Tamerlan Tmenow Schwergewicht: Bronze | Frauen - Ljubow Bruletowa Ultraleichtgewicht: Silber - Julija Kusina Mittelgewicht: 9. Platz - Irina Rodina Schwergewicht: 7. Platz - Anna Sarajewa Halbleichtgewicht: 9. Platz |

### Kanu
| Männer - Oleg Gorobi Kajak-Zweier, 1000 Meter: 7. Platz Kajak-Vierer, 1000 Meter: 7. Platz - Alexander Iwanik Kajak-Zweier, 500 Meter: Hoffnungslauf - Alexander Kostoglod & Alexander Kowaljow Canadier-Zweier, 500 Meter: 6. Platz Canadier-Zweier, 1000 Meter: 4. Platz - Maxim Opalew Canadier-Einer, 500 Meter: Silber Canadier-Einer, 1000 Meter: 6. Platz - Jewgeni Salachow Kajak-Zweier, 1000 Meter: 7. Platz Kajak-Vierer, 1000 Meter: 7. Platz - Anatoli Tischtschenko Kajak-Einer, 500 Meter: Hoffnungslauf Kajak-Vierer, 1000 Meter: 7. Platz - Roman Sarubin Kajak-Zweier, 500 Meter: Hoffnungslauf Kajak-Vierer, 1000 Meter: 7. Platz | Frauen - Natalja Guli Kajak-Zweier, 500 Meter: 9. Platz Kajak-Vierer, 500 Meter: 7. Platz - Galina Porywajewa Kajak-Vierer, 500 Meter: 7. Platz - Olga Tischtschenko Kajak-Vierer, 500 Meter: 7. Platz - Jelena Tissina Kajak-Zweier, 500 Meter: 9. Platz Kajak-Vierer, 500 Meter: 7. Platz |

### Leichtathletik
| Männer - Wladimir Andrejew 20 Kilometer Gehen: Bronze - Dmitri Bogdanow 800 Meter: Vorläufe 4 × 400 Meter: Halbfinale - Alexander Boritschewski Diskuswurf: 15. Platz in der Qualifikation - Juri Borsakowski 800 Meter: 6. Platz - Pjotr Braiko Hochsprung: 27. Platz in der Qualifikation - Daniil Burkenja Weitsprung: 26. Platz in der Qualifikation - Sergei Bytschkow 100 Meter: Vorläufe 4 × 100 Meter: Vorläufe - Pawel Tschumatschenko Kugelstoßen: 18. Platz in der Qualifikation - Pawel Gerassimow Stabhochsprung: 26. Platz in der Qualifikation - Dmitri Golowastow 400 Meter: Viertelfinale 4 × 400 Meter: Halbfinale - Boris Gorban 400 Meter Hürden: Halbfinale - Dmitri Kapitonow Marathon: 34. Platz - Denis Kapustin Dreisprung: Bronze - Andrei Kislych 110 Meter Hürden: Viertelfinale - Sergei Kljugin Hochsprung: Gold - Pawel Kokin Marathon: 26. Platz - Ilja Konowalow Hammerwurf: 5. Platz - Lew Lobodin Zehnkampf: 13. Platz - Sergei Makarow Speerwurf: Bronze - Dmitri Maximow 10.000 Meter: Vorläufe - Wladimir Maljawin Weitsprung: 12. Platz - Gennadi Markow Dreisprung: 24. Platz in der Qualifikation - Ilja Markow 20 Kilometer Gehen: 15. Platz - Ruslan Maschtschenko 400 Meter Hürden: Halbfinale 4 × 400 Meter: Halbfinale - Artjom Mastrow 800 Meter: Vorläufe - Nikolai Matjuchin 50 Kilometer Gehen: 5. Platz - Wladimir Owtschinnikow Speerwurf: 14. Platz in der Qualifikation - Jewgeni Petschonkin 110 Meter Hürden: Halbfinale - Wladimir Potjomin 50 Kilometer Gehen: 26. Platz - Wladimir Pronin 3000 Meter Hindernis: Vorläufe - Roman Rasskasow 20 Kilometer Gehen: 6. Platz - Roman Rasbeiko Zehnkampf: DNF - Alexander Rjabow 200 Meter: Vorläufe 4 × 100 Meter: Vorläufe - Andrei Semjonow 4 × 400 Meter: Halbfinale - Wjatscheslaw Schabunin 1500 Meter: Vorläufe - Dmitri Schewtschenko Diskuswurf: 11. Platz - Wladislaw Schirjajew 400 Meter Hürden: Vorläufe - Wassili Sidorenko Hammerwurf: 21. Platz in der Qualifikation - Witali Sidorow Diskuswurf: 26. Platz in der Qualifikation - Alexander Smirnow 4 × 100 Meter: Vorläufe - Jewgeni Smirjagin Stabhochsprung: 10. Platz - Kirill Sossunow Weitsprung: 16. Platz in der Qualifikation - Igor Spassowchodski Dreisprung: 33. Platz in der Qualifikation - Waleri Spizyn 50 Kilometer Gehen: DNF - Maxim Tarassow Stabhochsprung: Bronze - Dmitri Wassiljew 4 × 100 Meter: Vorläufe - Wjatscheslaw Woronin Hochsprung: 10. Platz - Alexei Sagorny Hammerwurf: 22. Platz in der Qualifikation | Frauen - Jelena Beljakowa Stabhochsprung: kein gültiger Versuch in der Qualifikation - Madina Biktagirowa Marathon: 5. Platz - Ljudmila Biktaschewa 10.000 Meter: 13. Platz - Galina Bogomolowa 10.000 Meter: Vorläufe - Natalja Tschulkowa 400 Meter Hürden: Vorläufe/DNF - Alla Dawydowa Hammerwurf: 18. Platz in der Qualifikation - Oxana Ekk 200 Meter: Viertelfinale - Swetlana Feofanowa Stabhochsprung: kein gültiger Versuch in der Qualifikation - Ljudmila Galkina Weitsprung: 8. Platz - Swetlana Gontscharenko 4 × 400 Meter: Bronze - Natalja Gorelowa 1500 Meter: Vorläufe - Julija Graudyn 100 Meter Hürden: Viertelfinale/DNF - Lidija Grigorjewa 10.000 Meter: 9. Platz - Tatjana Gudkowa 20 Kilometer Gehen: 8. Platz - Natalja Ignatowa 100 Meter: Viertelfinale 4 × 100 Meter: 5. Platz - Jelena Issinbajewa Stabhochsprung: kein gültiger Versuch in der Qualifikation - Jekaterina Iwakina Speerwurf: 24. Platz in der Qualifikation - Irina Chabarowa 200 Meter: Viertelfinale 4 × 100 Meter: 5. Platz - Marina Kislowa 4 × 100 Meter: 5. Platz (kam nur im Vorlauf zum Einsatz) - Tatjana Konstantinowa Hammerwurf: 15. Platz in der Qualifikation - Dina Korizkaja Siebenkampf: 15. Platz - Larissa Korotkewitsch Diskuswurf: 20. Platz in der Qualifikation - Olga Kotljarowa 400 Meter: 8. Platz 4 × 400 Meter: Bronze - Tatjana Kotowa Weitsprung: Bronze - Swetlana Kriweljowa Kugelstoßen: 4. Platz - Marina Kupzowa Hochsprung: 26. Platz in der Qualifikation - Olga Kusenkowa Hammerwurf: Silber - Swetlana Lapina Hochsprung: 15. Platz in der Qualifikation - Inna Lassowskaja Dreisprung: 19. Platz in der Qualifikation - Swetlana Lauchowa 100 Meter Hürden: Halbfinale - Tatjana Lebedewa Dreisprung: Silber - Swetlana Masterkowa 1500 Meter: Vorläufe/DNF - Irina Mistjukewitsch 800 Meter: Halbfinale - Ljubow Morgunowa Marathon: 23. Platz - Natalja Nasarowa 400 Meter: Halbfinale 4 × 400 Meter: Bronze - Julija Petschonkina 400 Meter Hürden: Halbfinale - Larissa Peleschenko Kugelstoßen: Silber - Olga Poljakowa 20 Kilometer Gehen: DNF - Natalja Woronowa 100 Meter: Vorläufe 4 × 100 Meter: 5. Platz - Swetlana Pospelowa 400 Meter: Vorläufe - Irina Priwalowa 400 Meter Hürden: Gold 4 × 400 Meter: Bronze - Jelena Prochorowa Siebenkampf: Silber - Olga Raspopowa 800 Meter: Vorläufe - Ljudmila Rogatschowa 1500 Meter: Halbfinale - Oxana Rogowa Dreisprung: 8. Platz - Natalja Roschtschupkina Siebenkampf: 6. Platz - Olga Rubljowa Weitsprung: 4. Platz - Olga Rjabinkina Kugelstoßen: 10. Platz - Natalja Sadowa Diskuswurf: 4. Platz - Natalja Schechodanowa 100 Meter Hürden: Halbfinale - Tatjana Iwanowna Schikolenko Speerwurf: 7. Platz - Julija Sotnikowa 4 × 400 Meter: Bronze - Irina Stankina 20 Kilometer Gehen: DNF - Tatjana Tomaschowa 5000 Meter: 13. Platz - Marina Trandenkowa 100 Meter: Vorläufe 200 Meter: Viertelfinale 4 × 100 Meter: 5. Platz - Natalja Zyganowa 800 Meter: Vorläufe - Olga Jegorowa 5000 Meter: 8. Platz - Walentina Jegorowa Marathon: DNF - Jelena Jelessina Hochsprung: Gold - Oxana Jessiptschuk Diskuswurf: 17. Platz in der Qualifikation - Olesja Sykina 4 × 400 Meter: Bronze (nur im Vorlauf eingesetzt) |

### Moderner Fünfkampf
| Männer - Dmitri Walerjewitsch Swatkowski Gold | Frauen - Tatjana Sergejewna Muratowa 13. Platz - Jelisaweta Michailowna Suworowa 7. Platz |

### Radsport
| Männer - Wladislaw Wladimirowitsch Borissow 4000 Meter Mannschaftsverfolgung: 8. Platz - Pawel Tscherkassow Mountainbike: 20. Platz - Eduard Grizun Madison: 14. Platz - Sergei Walerjewitsch Iwanow Straßenrennen: 35. Platz - Wladimir Alexandrowitsch Karpez 4000 Meter Einerverfolgung: 11. Platz 4000 Meter Mannschaftsverfolgung: 8. Platz - Sergei Alexandrowitsch Klimow 4000 Meter Mannschaftsverfolgung: 8. Platz - Dmitri Borissowitsch Konyschew Straßenrennen: 10. Platz - Alexei Michailowitsch Markow 4000 Meter Einerverfolgung: 13. Platz 4000 Meter Mannschaftsverfolgung: 8. Platz Punktefahren: Bronze - Jewgeni Wladimirowitsch Petrow Straßenrennen: DNF Einzelzeitfahren: 14. Platz - Anton Schantir Madison: 14. Platz - Denis Smyslow 4000 Meter Mannschaftsverfolgung: 8. Platz - Pawel Sergejewitsch Tonkow Straßenrennen: 28. Platz - Wjatscheslaw Wladimirowitsch Jekimow Straßenrennen: 74. Platz Einzelzeitfahren: Gold | Frauen - Swetlana Jurjewna Bubnenkowa Straßenrennen: 5. Platz - Oxana Jurjewna Grischina Sprint: Silber 500 Meter Zeitfahren: 15. Platz - Natalja Walerjewna Karimowa 3000 Meter Einerverfolgung: 9. Platz - Olga Anatoljewna Sljussarewa Straßenrennen: 42. Platz Einzelzeitfahren: 23. Platz Punktefahren: Bronze - Alla Nikolajewna Jepifanowa Mountainbike: 4. Platz - Sülfija Sabirowa Straßenrennen: 7. Platz Einzelzeitfahren: 12. Platz |

### Reiten
- Swetlana Knjasewa
Dressur, Einzel: 39. Platz
- Jelena Sidnewa
Dressur, Einzel: 24. Platz

### Rhythmische Sportgymnastik
Frauen
- Julija Wladimirowna Barsukowa
Einzel: Gold
- Alina Maratowna Kabajewa
Einzel: Bronze
- Irina Olegowna Belowa, Natalja Alexandrowna Lawrowa, Marija Wjatscheslawowna Netjossowa, Wera Wladimirowna Schimanskaja, Irina Alexandrowna Silber & Jelena Wladimirowna Schalamowa
Mannschaft: Gold

### Ringen
Männer
- Leonid Gennadijewitsch Tshugunow
Bantamgewicht, Freistil: 12. Platz
- Arsen Gitinow
Weltergewicht, Freistil:Silber
- Alexei Jurjewitsch Gluschkow
Weltergewicht, griechisch-römisch: Bronze
- Murat Nausbijewitsch Kardanow
Mittelgewicht, griechisch-römisch: Gold
- Alexander Alexandrowitsch Karelin
Superschwergewicht, griechisch-römisch: Silber
- Gogi Murmanowitsch Koguaschwili
Schwergewicht, griechisch-römisch: 12. Platz
- Alexander Iwanowitsch Menschtschikow
Halbschwergewicht, griechisch-römisch: 13. Platz
- Sagid Magomedowitsch Murtasalijew
Schwergewicht, Freistil: Gold
- David Musuľbes
Superschwergewicht, Freistil: Gold
- Waleri Nikonorow
Federgewicht, griechisch-römisch: 7. Platz
- Murad Ramasanow
Federgewicht, Freistil: 7. Platz
- Warteres Warteressowitsch Samurgaschew
Leichtgewicht, griechisch-römisch: Gold
- Adam Chamidowitsch Saitijew
Halbschwergewicht, Freistil: Gold
- Buwaissar Chamidowitsch Saitijew
Mittelgewicht, Freistil: 9. Platz
- Alexei Wiktorowitsch Schewzow
Bantamgewicht, griechisch-römisch: 12. Platz
- Murad Mustafajewitsch Umachanow
Leichtgewicht, Freistil: Gold

### Rudern
| Männer - Sergei Dmitrjaitschew & Dmitri Owetschko Leichtgewichts-Doppelzweier: Hoffnungslauf - Sergei Bukrejew, Dmitri Kartaschow, Andrei Schewel & Alexander Sjusin Leichtgewichts-Vierer ohne Steuermann: 10. Platz - Nikolai Aksjonow, Anton Tschermaschenzew, Andrei Gluchow, Dmitri Kowaljow, Alexander Litwintschew, Alexander Lukjanow, Sergei Matwejew, Pawel Melnikow, Dmitri Rosinkewitsch & Wladimir Wolodenkow Achter: 9. Platz | Frauen - Julija Alexandrowa Einer: 4. Platz - Albina Ligatschowa & Wera Potschitajewa Zweier ohne Steuerfrau: 7. Platz - Oxana Dorodnowa, Irina Fedotowa, Julija Lewina & Larissa Merk Doppelvierer: Bronze |

### Schießen
| Männer - Jewgeni Aleinikow Luftgewehr: Bronze Kleinkaliber, Dreistellungskampf: 7. Platz - Sergei Alifirenko Schnellfeuerpistole: Gold - Alexei Alipow Trap: 9. Platz Doppeltrap: 14. Platz - Wladimir Gontscharow Luftpistole: 9. Platz Freie Pistole: 4. Platz - Artjom Chadschibekow Luftgewehr: Silber Kleinkaliber, Dreistellungskampf: 4. Platz Kleinkaliber, liegend: 6. Platz - Boris Kokorew Luftpistole: 26. Platz Freie Pistole: 12. Platz - Igor Kolessow Laufende Scheibe: 7. Platz - Sergei Kowalenko Kleinkaliber, liegend: 13. Platz - Dmitri Lykin Laufende Scheibe: 5. Platz - Sergei Ljubomirow Trap: 32. Platz - Michail Nestrujew Luftpistole: 4. Platz - Nikolai Tjoply Skeet: 23. Platz | Frauen - Jerdschanik Awetissjan Skeet: 6. Platz - Marina Logwinenko Sportpistole: 9. Platz - Swetlana Djomina Skeet: Silber - Marija Feklistowa Kleinkaliber, Dreistellungskampf: Bronze - Ljubow Galkina Luftgewehr: 4. Platz - Tatjana Goldobina Luftgewehr: 32. Platz Kleinkaliber, Dreistellungskampf: Silber - Olga Kusnezowa Luftpistole: 7. Platz Sportpistole: 15. Platz - Swetlana Smirnowa Luftpistole: 4. Platz - Jelena Tkatsch Trap: 6. Platz Doppeltrap: 16. Platz |

### Schwimmen
| Männer - Wladislaw Aminow 4 × 100 Meter Lagen: 9. Platz - Dmitri Tschernyschew 4 × 100 Meter Freistil: 8. Platz 4 × 200 Meter Freistil: 8. Platz - Alexei Wladimirowitsch Filipez 400 Meter Freistil: 14. Platz 1500 Meter Freistil: 4. Platz 4 × 200 Meter Freistil: 8. Platz - Andrei Nikolajewitsch Kapralow 200 Meter Freistil: 10. Platz 4 × 100 Meter Freistil: 8. Platz 4 × 200 Meter Freistil: 8. Platz - Leonid Chochlow 4 × 100 Meter Freistil: 8. Platz - Dmitri Wassiljewitsch Komornikow 100 Meter Brust: 10. Platz 200 Meter Brust: 9. Platz 4 × 100 Meter Lagen: 9. Platz - Alexei Kowrigin 1500 Meter Freistil: 22. Platz 400 Meter Lagen: 17. Platz - Sergei Lawrenow 4 × 200 Meter Freistil: 8. Platz - Igor Jurjewitsch Martschenko 100 Meter Schmetterling. 19. Platz 4 × 100 Meter Lagen: 9. Platz - Sergey Ostapchuk 100 Meter Rücken: 18. Platz 200 Meter Rücken: 12. Platz - Denis Wladimirowitsch Pankratow 200 Meter Schmetterling: 7. Platz - Denis Sergejewitsch Pimankow 50 Meter Freistil: 16. Platz 100 Meter Freistil: 7. Platz 4 × 100 Meter Freistil: 8. Platz 4 × 100 Meter Lagen: 9. Platz - Anatoli Poljakow 100 Meter Schmetterling: 7. Platz 200 Meter Schmetterling: 4. Platz - Alexander Wladimirowitsch Popow 50 Meter Freistil: 6. Platz 100 Meter Freistil: Silber 4 × 100 Meter Freistil: 8. Platz - Roman Andrejewitsch Sludnow 100 Meter Brust: Bronze 200 Meter Brust: 20. Platz - Alexei Jegorow 4 × 200 Meter Freistil: 8. Platz | Frauen - Olga Bakaldina 100 Meter Brust: 17. Platz 200 Meter Brust: 5. Platz 4 × 100 Meter Lagen: 9. Platz - Nadeschda Tschemesowa 200 Meter Freistil: 4. Platz 400 Meter Freistil: 5. Platz 4 × 200 Meter Freistil: 10. Platz - Marina Chepurkowa 4 × 100 Meter Freistil: 10. Platz - Julija Fomenko 4 × 200 Meter Freistil: 10. Platz - Jekaterina Kibalo 50 Meter Freistil: 33. Platz 100 Meter Freistil: 20. Platz 4 × 100 Meter Freistil: 10. Platz - Irina Rajewskaja 100 Meter Rücken: 29. Platz 200 Meter Rücken: 19. Platz - Natalija Sutjagina 100 Meter Schmetterling: 11. Platz 4 × 100 Meter Lagen: 9. Platz - Irina Ufimzewa 400 Meter Freistil: 17. Platz 800 Meter Freistil: 17. Platz 4 × 200 Meter Freistil: 10. Platz - Oxana Werewka 200 Meter Lagen: 6. Platz 400 Meter Lagen: 10. Platz 4 × 100 Meter Lagen: 9. Platz - Jekaterina Winogradowa 100 Meter Schmetterling: 31. Platz 200 Meter Schmetterling: 18. Platz - Inna Jaizkaja 4 × 100 Meter Freistil: 10. Platz 4 × 100 Meter Lagen: 9. Platz - Ljubow Judina 4 × 100 Meter Freistil: 10. Platz 4 × 200 Meter Freistil: 10. Platz |

### Segeln
| Männer - Wladimir Moissejew Windsurfen: 33. Platz - Jewgeni Tschernow Finn-Dinghy: 23. Platz - Dmitri Bereskin & Michail Krutikow 470er: 11. Platz | Offene Klasse - Wladimir Krutskich Laser: 20. Platz - Alexander Janin & Konstantin Jemeljanow Tornado: 15. Platz - Oleg Chopjorski, Andrei Kiriljuk & Georgi Schaiduko Soling: 6. Platz | Frauen - Anna Basalkina & Wladislawa Ukrainzewa 470er: 15. Platz |

### Synchronschwimmen
- Olga Brusnikina & Maria Kisseljowa
Duett: Gold
- Jelena Asarowa, Olga Brusnikina, Maria Kisseljowa, Olga Nowokschtschenowa, Irina Perschina, Jelena Soja, Julia Wassiljewa, Olga Wassjukowa & Jelena Antonowa
Mannschaft: Gold

### Taekwondo
| Männer - Aslanbek Dsitijew Leichtgewicht: 7. Platz | Frauen - Natalja Nikolajewna Iwanowa Schwergewicht: Silber |

### Tennis
| Männer - Jewgeni Alexandrowitsch Kafelnikow Einzel: Gold Doppel: Achtelfinale - Marat Michailowitsch Safin Einzel: 1. Runde Doppel: Achtelfinale | Frauen - Jelena Wjatscheslawowna Dementjewa Einzel: Silber - Jelena Alexandrowna Lichowzewa Einzel: 1. Runde Doppel: Achtelfinale - Anastassija Andrejewna Myskina Einzel: 2. Runde Doppel: Achtelfinale |

### Tischtennis
Frauen
- Oksana Wladimirowna Fadejewa
Einzel: Gruppenphase
Doppel: Gruppenphase
- Galina Nikolajewna Melnik
Einzel: 1. Runde
Doppel: Gruppenphase
- Irina Wladimirowna Palina
Einzel: 1. Runde

### Trampolinturnen
| Männer - Alexander Nikolajewitsch Moskalenko Gold | Frauen - Irina Wladimirowna Karawajewa Gold |

### Triathlon
Frauen
- Nina Anissimowa
12. Platz

### Turnen
| Männer - Maxim Aljoschin Einzelmehrkampf: 19. Platz Mannschaftsmehrkampf: Bronze Boden: 34. Platz in der Qualifikation Pferd: 25. Platz in der Qualifikation Barren: 65. Platz in der Qualifikation Reck: 3. Platz in der Qualifikation Ringe: 18. Platz in der Qualifikation Seitpferd: 62. Platz in der Qualifikation - Alexei Bondarenko Einzelmehrkampf: 7. Platz Mannschaftsmehrkampf: Bronze Boden: 16. Platz in der Qualifikation Pferd: Silber Barren: 27. Platz in der Qualifikation Reck: 4. Platz Ringe: 14. Platz in der Qualifikation Seitpferd: 12. Platz in der Qualifikation - Dmitri Drewin Einzelmehrkampf: 96. Platz in der Qualifikation Mannschaftsmehrkampf: Bronze Boden: 36. Platz in der Qualifikation - Nikolai Krjukow Einzelmehrkampf: 56. Platz in der Qualifikation Mannschaftsmehrkampf: Bronze Pferd: 21. Platz in der Qualifikation Barren: 68. Platz in der Qualifikation Reck: 29. Platz in der Qualifikation Ringe: 18. Platz in der Qualifikation Seitpferd: 8. Platz - Alexei Nemow Einzelmehrkampf: Gold Mannschaftsmehrkampf: Bronze Boden: Silber Pferd: 4. Platz Barren: Bronze Reck: Gold Ringe: 14. Platz in der Qualifikation Seitpferd: Bronze - Jewgeni Podgorny Einzelmehrkampf: 25. Platz in der Qualifikation Mannschaftsmehrkampf: Bronze Boden: 8. Platz Pferd: 37. Platz in der Qualifikation Barren: 27. Platz in der Qualifikation Reck: 64. Platz in der Qualifikation Ringe: 39. Platz in der Qualifikation Seitpferd: 60. Platz in der Qualifikation | Frauen - Swetlana Chorkina Einzelmehrkampf: 10. Platz Mannschaftsmehrkampf: Silber Boden: Silber Pferd: 3. Platz in der Qualifikation Stufenbarren: Gold Schwebebalken: 12. Platz in der Qualifikation - Anastassija Kolesnikowa Einzelmehrkampf: 81. Platz in der Qualifikation Mannschaftsmehrkampf: Silber Stufenbarren: 24. Platz in der Qualifikation Schwebebalken: 20. Platz in der Qualifikation - Jekaterina Lobasnjuk Einzelmehrkampf: 4. Platz Mannschaftsmehrkampf: Silber Boden: 11. Platz in der Qualifikation Pferd: Bronze Stufenbarren: 15. Platz in der Qualifikation Schwebebalken: Silber - Jelena Produnowa Einzelmehrkampf: 5. Platz in der Qualifikation Mannschaftsmehrkampf: Silber Boden: 9. Platz in der Qualifikation Pferd: 25. Platz in der Qualifikation Stufenbarren: 7. Platz Schwebebalken: Bronze - Jelena Samolodtschikowa Einzelmehrkampf: 6. Platz Mannschaftsmehrkampf: Silber Boden: Gold Pferd: Gold Stufenbarren: 11. Platz in der Qualifikation Schwebebalken: 38. Platz in der Qualifikation - Anna Tschepelewa Einzelmehrkampf: 84. Platz in der Qualifikation Mannschaftsmehrkampf: Silber Boden: 27. Platz in der Qualifikation Pferd: 14. Platz in der Qualifikation |

### Volleyball
| Männer - Silber - Kader Sergei Tetjuchin Igor Schulepow Roman Jakowlew Ilja Saweljew Ruslan Olichwer Alexei Kuleschow Alexander Gerassimow Alexei Kasakow Wadim Chamutzkich Konstantin Uschakow Waleri Gorjuschew Jewgeni Mitkow | Frauen - Silber - Kader Olga Potaschowa Natalja Morosowa Anastassija Belikowa Jelena Tjurina Ljubow Schaschkowa Jelena Godina Jewgenija Artamanowa Jelisaweta Tischtschenko Jelena Wassilewskaja Jekaterina Gamowa Tatjana Gratschewa Inessa Sargsjan |

### Volleyball (Beach)
Männer
- Sergei Alexandrowitsch Jermischin & Michail Kuschnerjow
Achtelfinale

### Wasserball
| Männer - Silber - Kader Roman Balaschow Dmitri Dugin Sergei Garbusow Dmitri Gorschkow Juri Jazew Alexander Jeryschow Nikolai Koslow Nikolai Maximow Andrei Reketschinski Marat Sakirow Irek Sinnurow Dmitri Stratan Rewas Tschomakidse | Frauen - Bronze - Kader Marina Akobija Jekaterina Anikejewa Sofja Konuch Marija Koroljowa Swetlana Kusina Natalja Kutusowa Julija Petrowa Tatjana Petrowa Galina Rytowa Jelena Smurowa Jelena Tokun Irina Tolkunowa Jekaterina Wassiljewa |

### Wasserspringen
| Männer - Alexander Michailowitsch Dobroskok Kunstspringen, Einzel: 13. Platz Kunstspringen, Synchron: Silber - Igor Wladimirowitsch Lukaschin Turmspringen, Einzel: 7. Platz Turmspringen, Synchron: Gold - Dmitri Iwanowitsch Sautin Kunstspringen, Einzel: Bronze Turmspringen, Einzel: Bronze Kunstspringen, Synchron: Silber Turmspringen, Synchron: Gold | Frauen - Wera Sergejewna Iljina Kunstspringen, Einzel: 6. Platz Kunstspringen, Synchron: Gold - Jewgenija Senonowna Olschewskaja Turmspringen, Einzel: 16. Platz Turmspringen, Synchron: 6. Platz - Julija Wladimirowna Pachalina Kunstspringen, Einzel: 4. Platz Kunstspringen, Synchron: Gold - Swetlana Alexejewna Timoschinina Turmspringen, Einzel: 8. Platz Turmspringen, Synchron: 16. Platz |